# Matías Defederico
Matías Adrián Defederico (Buenos Aires, 23 de agosto de 1989) é um ex-futebolista argentino que atuava como meio-campista. Seu último clube foi o Agropecuario, da Argentina.

## Carreira

### Huracán
Revelado nas categorias de base do Huracán, foi integrado ao elenco principal do clube em 2007. Com passagem pela Seleção Argentina Sub-20, Defederico foi um dos destaques do Huracán no vice-campeonato do Torneio Clausura de 2009, onde formou um bela dupla com o meia Javier Pastore, descrita como "fantástica" pela imprensa argentina.

### Corinthians
Em agosto de 2009, o jogador foi contratado pelo Corinthians por cerca de 10 milhões de reais. Dono da camisa 10, o argentino veio como uma das grandes apostas para o time que estava sendo formado para a disputa da Copa Libertadores da América de 2010, ano do centenário do clube paulista. Defederico foi a maior contratação dos últimos anos em termos financeiros do Corinthians, que pagou a peso de ouro pela jovem promessa argentina que chegou a ser considerado o "Novo Messi".
Após o Huracán ter complicado o envio de sua documentação e atrasado a regularização na CBF, o argentino estreou no dia 27 de setembro. Debutou em um clássico contra o São Paulo, ajudando, após um início inibido por um cartão amarelo que levou aos 3 minutos, o Corinthians a manter oito jogos de invencibilidade contra o rival.
Seu primeiro gol com a camisa do Timão foi marcado no dia 28 de outubro, na vitória de 1 a 0 contra o Vitória, no estádio do Barradão, em jogo válido pelo Campeonato Brasileiro. Já no dia 15 de novembro, contra o Avaí, Defederico marcou um gol olímpico aos 21 minutos do segundo tempo, mas não conseguiu impedir a derrota da equipe paulista por 3 a 1.
O meia foi crescendo gradualmente a cada partida que fazia, ganhando mais confiança e começando a se destacar. Assim, ficou em alta com a torcida corintiana e fechou o ano em grande estilo, criando muitas expectativas para o ano seguinte. No entanto, Matías Defederico começou o ano de 2010 com um futebol longe do esperado e sem destaque. Após a eliminação do Corinthians na Copa Libertadores, o meia acabou sendo preterido por outras opções do elenco, sendo poucas vezes sendo relacionado para as partidas.
No dia 2 de outubro de 2010, o Corinthians perdia por 2 a 0 para o Ceará, quando o técnico Adílson Batista decidiu colocar Defederico no jogo. Após a entrada do argentino, o volante Paulinho diminuiu o placar. Logo depois, em cobrança de falta, Defederico empatou o jogo.
Seu vínculo contratual com o Corinthians encerrou-se em 31 de agosto de 2013.

#### Gols pelo Corinthians
Expanda a caixa de informações para conferir todos os gols do jogador pelo Corinthians
| 1. | 28 de outubro | Salvador, Barradão  | 1–0 | 1–0 | Vitória | 1 | Campeonato Brasileiro | 2010 | 2010 | 2010 | 2010 | 2010 | 2010 | 2010 | 2010 |
| 3. | 2 de outubro  | São Paulo, Pacaembu | 2–2 | 2–2 | Ceará   | 1 | Campeonato Brasileiro |      |      |      |      |      |      |      |      |

### Independiente
No dia 30 de dezembro de 2010, foi confirmado o seu empréstimo por um ano ao Independiente. Em sua primeira partida pelo clube argentino, usando a camisa 9, Matias Defederico marcou o primeiro gol na vitória por 2 a 0 contra o Deportivo Quito, na abertura da fase prévia da Libertadores, em Buenos Aires.
Em 23 de junho de 2011, devido às constantes faltas de pagamento do salário, a AFA obrigou o Independiente a rescindir o contrato do jogador, que deveria voltar ao Corinthians. No entanto, depois de várias conversas entre os dois times e o meia, o Independiente informou que Defederico seguiria em Avellaneda. Pelo clube argentino, ele foi vice-campeão da Recopa Sul-Americana e da Copa Suruga Bank.
No dia 21 de março de 2012, Defederico foi afastado da equipe principal pelo técnico Cristian Díaz e passou a treinar com a equipe reserva. Segundo o jogador, a decisão "veio de cima". Pouco menos de um mês depois, no dia 4 de abril, sofreu uma ruptura dos ligamentos do joelho esquerdo e ficou afastado do futebol por seis meses.

### Retorno ao Huracán
Em agosto de 2012, o Corinthians anunciou o empréstimo de Defederico ao Huracán, clube que o revelou, até a metade 2013. Reestreou pela equipe num empate de 0 a 0 contra o Atlético Tucumán, em jogo válido pela Segunda Divisão do Campeonato Argentino.

### Eskişehirspor
No dia 17 de junho de 2015, foi anunciado como novo reforço do Eskişehirspor, da Turquia.

## Seleção Nacional
Convocado por Diego Maradona, Defederico fez sua estreia pela Seleção Argentina num amistoso contra o Panamá, em 20 de maio de 2009. Usando a camisa 7, ele marcou seu primeiro gol pela Albiceleste e ainda deu uma assistência na vitória por 3 a 1.
Em 3 de fevereiro de 2011, foi convocado novamente para um amistoso, dessa vez pelo técnico Sergio Batista.

## Estatísticas
Atualizadas até 25 de fevereiro de 2012
| Clube             | Temporada         | Campeonato nacional | Campeonato nacional | Copa nacional[a] | Copa nacional[a] | Competições continentais[b] | Competições continentais[b] | Outros torneios[c] | Outros torneios[c] | Total | Total |
| Clube             | Temporada         | Jogos               | Gols                | Jogos            | Gols             | Jogos                       | Gols                        | Jogos              | Gols               | Jogos | Gols  |
| ----------------- | ----------------- | ------------------- | ------------------- | ---------------- | ---------------- | --------------------------- | --------------------------- | ------------------ | ------------------ | ----- | ----- |
| Huracán           | 2007–08           | 7                   | 0                   | —                | —                | —                           | —                           | —                  | —                  | 7     | 0     |
| Huracán           | 2008–09           | 21                  | 6                   | —                | —                | —                           | —                           | —                  | —                  | 21    | 6     |
| Huracán           | Total             | 28                  | 6                   | —                | —                | —                           | —                           | —                  | —                  | 28    | 6     |
| Corinthians       |                   |                     |                     |                  |                  |                             |                             |                    |                    |       |       |
| 2009              | 12                | 2                   | —                   | —                | —                | —                           | —                           | —                  | 11                 | 2     |       |
| 2010              | 18                | 1                   | —                   | —                | 1                | 0                           | 5                           | 0                  | 24                 | 1     |       |
| Total             | 30                | 3                   | —                   | —                | 1                | 0                           | 5                           | o                  | 36                 | 3     |       |
| Independiente     |                   |                     |                     |                  |                  |                             |                             |                    |                    |       |       |
| 2010–11           | 5                 | 0                   | 0                   | 0                | 0                | 0                           | 0                           | 0                  | 12                 | 2     |       |
| 2011–12           | 111               | 1                   | —                   | —                | 9                | 2                           | —                           | —                  | 26                 | 3     |       |
| Total             | 22                | 1                   | —                   | —                | 9                | 2                           | —                           | —                  | 31                 | 3     |       |
| Huracán           |                   |                     |                     |                  |                  |                             |                             |                    |                    |       |       |
| 2012–13           | 14                | 3                   | —                   | —                | —                | —                           | —                           | —                  | 14                 | 3     |       |
| 2013–14           | 29                | 4                   | —                   | —                | —                | —                           | —                           | —                  | 29                 | 4     |       |
| Total             | Total             | 20                  | 4                   | —                | —                | —                           | —                           | —                  | —                  | 33    | 7     |
| Total na carreira | Total na carreira | 100                 | 14                  | 0                | 0                | 10                          | 2                           | 5                  | 0                  | 138   | 19    |

- a. ^ Jogos da Copa do Brasil e Copa Argentina
- b. ^ Jogos da Copa Libertadores, Copa Sul-Americana e Recopa Sul-Americana
- c. ^ Jogos do Campeonato Paulista e da Copa Suruga Bank